# Barsabáš a druhové
Svatí Barsabáš a druhové byli ve 4. století křeštanští mučedníci.
Barsabáš byl perský igumen. Za pronásledování křesťanů perským velkokrálem Šápúrem II. byl zajat spolu s jeho 12 mnichy a umučen k smrti. Stalo se tak roku 342. Je známo, že Barsabáš konal zázraky.
Jejich svátek se slaví 11. prosince.